# Bulbophyllum capituliflorum
Espèce
Bulbophyllum capituliflorum Rolfe est une espèce d'orchidées du genre Bulbophyllum.

## Distribution
L'espèce est présente au Cameroun, au Gabon, en République du Congo et en République démocratique du Congo.